# The New World - Il nuovo mondo
The New World - Il nuovo mondo (The New World) è un film del 2005 diretto da Terrence Malick.
La pellicola ripercorre gli eventi legati alla fondazione dell'insediamento di Jamestown, in Virginia, nel 1607 ed è ispirata ai personaggi storici del capitano John Smith, di Pocahontas della tribù Powhatan e dell'inglese John Rolfe. È il quarto lungometraggio scritto e diretto da Malick.

## Trama
Nel 1607 tre navi inglesi approdano in Virginia: 103 uomini fondano la colonia di Jamestown e il capitano John Smith viene incaricato di addentrarsi nella foresta, alla ricerca di rifornimenti nel vicino villaggio. John viene fatto prigioniero dalla tribù indiana dei Powhatan che decide di ucciderlo, ma riesce a salvarsi grazie all'aiuto dell'innocente e graziosa principessa Pocahontas.
Durante i giorni di permanenza nel villaggio, tra i due si instaura un fortissimo legame: il capitano si innamora della principessa, tanto da entrare in conflitto con i suoi doveri. D'altra parte, la tribù dei Powhatan si rende conto che gli inglesi non hanno intenzione di abbandonare l'isola: così ordisce un'imboscata contro di loro. Il piano fallisce dopo che Pocahontas avvisa Smith sulle intenzioni della sua tribù. A causa di ciò, viene cacciata dal padre e si ritrova costretta a vivere tra i pionieri.
Il capitano John Smith, desideroso di conoscere nuovi continenti, abbandona Pocahontas nonostante la ami ancora, facendole credere di essere morto annegato: la ragazza cade nello sconforto totale.
A Jamestown arriva il colono John Rolfe, uomo ricco, forte e gentile, che lentamente si innamora di Pocahontas. Dopo un periodo passato insieme alla ragazza, le chiede di sposarlo. La principessa accetta titubante, perché in cuor suo sente di essere ancora legata a Smith, che crede morto. Rolfe le promette che, anche se adesso non prova nulla per lui, col passare del tempo imparerà ad amarlo. Pocahontas, contro ogni sua aspettativa, si affeziona molto al marito Rolfe e con lui comincia a trascorrere una vita piacevole e serena, che raggiunge il culmine della felicità quando la principessa dà alla luce il loro primo figlio. In seguito, ascoltando una conversazione, Pocahontas scopre che John Smith è ancora vivo: questa notizia la fa cadere nella più grande incertezza, sentendosi divisa tra il vecchio sentimento per John Smith e quello per Rolfe, con cui ha riscoperto l'amore. La giovane, per non avere segreti con il marito, decide di essere onesta con lui e gli confessa della confusione.
Dopo qualche tempo, Pocahontas acquista una certa popolarità in Inghilterra e viene convocata dalla regina, che desidera conoscerla. La notizia si diffonde per tutto il paese e arriva anche al capitano Smith che, ancora profondamente innamorato di Pocahontas, decide di andare a parlarle. John Rolfe, con la morte nel cuore, la lascia libera di chiarirsi con John, per poter finalmente capire con chi stare. Dopo una breve passeggiata, Smith le rivela che ciò che avevano vissuto sull'isola era stato per lui come un sogno, qualcosa di impossibile, dicendo nostalgicamente che, se avesse legato il suo destino a lei, forse adesso sarebbe felice. Pocahontas lo saluta con un sorriso e torna dal marito, avendo compreso chi ormai ama davvero e con chi vuole stare.
Qualche tempo dopo, però, sulla via del ritorno per le Americhe, dopo aver salutato calorosamente il marito e il figlio avuto con Rolfe, muore di polmonite.

## Produzione
Terrence Malick ha iniziato a lavorare alla sceneggiatura di The New World - Il nuovo mondo alla fine degli anni '70. Dopo La sottile linea rossa, Malick ha lavorato a un film su Che Guevara e la sua rivoluzione fallita in Bolivia. Quando il finanziamento doveva ancora arrivare, a Malick fu offerta la possibilità di dirigere The New World - Il nuovo mondo e lasciò, così, il progetto su Guevara nel marzo 2004. La produzione del film iniziò nel luglio di quell'anno.
The New World - Il nuovo mondo è stata la prima collaborazione tra Malick e il direttore della fotografia Emmanuel Lubezki. Il film enfatizza sull'autenticità, dalla posizione, le impostazioni e i costumi all'uso di attori e comparse dei nativi americani addestrati da Blair Rudes, professore di linguistica all'UNC-Charlotte, a parlare una forma dell'estinta lingua Powhatan (virginiana-algonchina) ricostruito per il film da Rudes.

### Cast
Per il ruolo di Pocahontas è stata scelta l'allora quindicenne Q'orianka Kilcher, cantante di origini indio-peruviane nata in Germania ed apparsa sino a quel momento solamente nel ruolo di una corista nel film Il Grinch. Il suo nome in lingua quechua significa Aquila d'oro.
Nel film compaiono in piccoli camei gli attori Ben Chaplin e John Savage, già presenti nel precedente lavoro di Malick La sottile linea rossa. Nel cast sono presenti anche gli attori Irene Bedard e Christian Bale, che nel 1995 hanno prestato la loro voce rispettivamente al personaggio di Pocahontas e a Thomas nel classico Disney Pocahontas.

### Riprese
Le riprese principali sono state effettuate nei luoghi originali della vicenda, cioè in Virginia, tra il luglio e il novembre 2004. Alcune riprese sono state fatte anche a Hatfield House nell'Hertfordshire, in Inghilterra.

### Colonna sonora
La colonna sonora di The New World - Il nuovo mondo è stata composta da James Horner. Ha lavorato prima dalla sceneggiatura e poi dalle scene montate. Poiché il film è stato rieditato, sono state necessarie ulteriori modifiche alla colonna sonora e poiché il montaggio di Malick era ampio e comportava il riordino o l'eliminazione di passaggi o l'inserimento di sequenze, gran parte della partitura di Horner non è stata utilizzata. Per la versione finale, Malick ha utilizzato sezioni della musica di Horner insieme al preludio al Das Rheingold di Richard Wagner, al Concerto per pianoforte n. 23 di Wolfgang Amadeus Mozart e altri brani. Horner e Glen Ballard hanno scritto e registrato la canzone "Listen to the Wind", cantata da Hayley Westenra, per i titoli di coda, ma anche questa è rimasta inutilizzata.

## Distribuzione
L'uscita del film era prevista per il novembre 2005, ma è poi stata posticipata. La causa del rinvio è da trovarsi nelle modifiche delle riprese che Malick stava ancora facendo. Il regista è noto, infatti, per aver montato tutti i suoi film all'ultimo minuto, spesso tagliando interi personaggi fuori dalla versione finale, come nel caso de La sottile linea rossa. All'inizio di dicembre, una versione di 150 minuti è stata mostrata ai critici per la considerazione della stagione dei premi. È uscito per una settimana da Natale a Capodanno in due sale ciascuna a Los Angeles e New York per qualificarsi agli Academy Award.
Per l'uscita nel resto del mondo, programmata il 20 gennaio 2006, Malick ha rieditato il film tagliandolo a 135 minuti, ma aggiungendo anche filmati non visti nella prima uscita. Sono state apportate modifiche sostanziali alla prima mezz'ora dell'immagine, apparentemente per accelerare la trama.

### Edizioni home video
Una terza versione della pellicola − della durata di 172 minuti e soprannominata The Extended Cut − è stata pubblicata da New Line Cinema in DVD nell'ottobre 2008. Contiene nuove scene ed espansioni ad altre scene. Le versioni da 135 e 172 minuti sono ampiamente disponibili sui DVD in tutto il mondo, mentre la versione da 172 minuti è stata pubblicato anche su Blu-ray. La versione da 150 minuti è uscita in commercio solo come download digitale brevemente disponibile per gli acquirenti del DVD Extended Cut statunitense del 2008 e su DVD in Italia come parte dell'edizione distribuita da Eagle Pictures, contenente sia la versione da 150 minuti che quella da 135.
Il 26 luglio 2016 tutte e tre le versioni sono stati pubblicate su Blu-ray e DVD negli Stati Uniti da The Criterion Collection con la versione estesa di 172 minuti da un nuovo restauro digitale 4K supervisionato dal direttore della fotografia Emmanuel Lubezki e dal regista Terrence Malick.

## Accoglienza

### Incassi
The New World - Il nuovo mondo, che ha incassato poco meno di 13 milioni di dollari negli Stati Uniti d'America, nonostante un importante budget di 30 milioni di dollari, rappresenta la pellicola di minore successo commerciale per Malick.

### Critica
Il film è stato accolto positivamente dalla critica. Sull'aggregatore Rotten Tomatoes il film riceve il 63% delle recensioni professionali positive, con un voto medio di 6,7 su 10 basato su 188 critiche, mentre su Metacritic ottiene un punteggio di 69 su 100 basato su 38 recensioni.
Nonostante al momento dell'uscita la pellicola non abbia goduto del successo sperato, sia da parte della critica che del pubblico, con il tempo è stato rivalutato e considerato sempre più positivamente, fino a essere eletto uno dei migliori film del decennio.

## Le fonti originali
Pocahontas (c. 1595 - 21 marzo 1617) era una nativa americana che sposò un inglese e divenne una celebrità a Londra negli ultimi anni della sua vita. La sua vicenda ha posto le basi per molte leggende. Poiché non imparò mai a scrivere, tutto quello che oggi si sa di lei ci è stato trasmesso da altri, mentre i pensieri, i sentimenti e le ragioni della Pocahontas storica rimangono in gran parte sconosciuti. Tra le storie romantiche a lei ispirate si ricorda anche il film Pocahontas della Disney.
The New World si basa inoltre sui resoconti inglesi della fondazione di Jamestown, insediamento realmente esistito e conosciuto come la prima colonia britannica nel Nuovo Mondo.
La maggior parte degli studiosi concorda sul fatto che non ci fosse alcuna relazione romantica tra Pocahontas e Smith. Avrebbe avuto 12 anni nel 1608 quando si diceva che si fossero incontrati per la prima volta. Il film descrive anche il matrimonio di Pocahontas con Rolfe come più pacifico e socialmente accettato di quanto non fosse storicamente.